# Savile Crossley, 3. Baron Somerleyton
Savile „Bill“ William Francis Crossley, 3. Baron Somerleyton GCVO, DL (* 17. September 1928; † 24. Januar 2012 in Herringfleet) war ein britischer Peer.

## Leben und Karriere
Er wurde am 17. September 1928 als Sohn von Francis Savile Crossley, 2. Baron Somerleyton und Bridget Hoare geboren. Er besuchte das Eton College.
Im Anschluss an seine Schulausbildung trat er 1947 als Offizier der Coldstream Guards in die British Army ein. Er wurde in Palästina, Tripolis, Ägypten, Britisch-Zypern und im Inland eingesetzt, stieg dort in den Rang eines Captain auf und beendete seinen Militärdienst 1962.
Neben seines Dienst studierte er ab 1958 am Royal Agricultural College in Cirencester. Später arbeitete er ein Jahr auf den Raveningham Farms, nahe Loddon, sowie ein Jahr in Australien, Neuseeland und Amerika.
Crossley war Mitglied des County Council von East Suffolk. Später trat er in den Staatsdienst ein. 1964 wurde er Deputy Lieutenant von Suffolk. Von 1978 bis 1991 war Crossley Non-political Lord-in-waiting to HM The Queen. Von 1991 bis zu seinem Eintritt in den Ruhestand 1998 war er Master of the Horse. Seit 1977 war er Präsident der Lowestoft Management Group.
Crossley bewirtschaftete außerdem als Landwirt die von seinem Vater ererbten Ländereien.
Er war Schirmherr (Patron) von One Living. Bis zum Eintritt in den Ruhestand 1997 war er Direktor von Essex and Suffolk Water plc.

## Mitgliedschaft im House of Lords
Beim Tod seines Vaters 1959 erbte er dessen Adelstitel des Baron Somerleyton und den damals damit verbundenen Sitz im House of Lords. Im Parlament gehörte er der parteilosen Fraktion der Crossbencher an. Seinen Sitz nahm er erstmals am 20. Oktober 1959 ein. Seine Antrittsrede hielt er am 3. April 1968 zum Thema Schifffahrtsindustrie. In den folgenden Jahren meldete er sich dort nicht zu Wort. Er sprach erst wieder bei zwei Gelegenheiten im Mai 1976, zunächst zur Anglian Water Authority Bill und später zur Wasserindustrie in England und Wales. Zuletzt meldete er sich am 20. April 1977 zu den Falklandinseln zu Wort, nachdem er zuvor im gleichen Jahr zur Water Charges Equalisation Bill sprach. Seinen Sitz verlor er schließlich mit Inkrafttreten des House of Lords Act 1999 im November 1999.

## Orden und Ehrenzeichen
Crossley wurde 1994 Knight Commander des Royal Victorian Order sowie 1998 Knight Grand Cross desselben Ordens in Anerkennung seiner Leistung für die Monarchie.

## Familie und Tod
Er heiratete 1963 Belinda Maris Loyd, Tochter von Captain Vivian Loyd. Zusammen haben sie einen Sohn und vier Töchter.
Crossley starb am 24. Januar 2012 im Alter von 83 Jahren, nach längerem Leiden an der Alzheimer-Krankheit.
Seine Adelstitel erbte sein Sohn Hugh Francis Savile (* 1971) als 4. Baron Somerleyton.